# El rubius
El Rubius（エル ルビウス）ことルベン・ドブラス・グンデルセン（西: Rubén Doblas Gundersen、1990年2月13日 - ）は、スペイン出身のYouTuberである。YouTubeのチャンネル名はelrubiusOMGである。
2021年1月に居住地をスペインからアンドラに変更。

## 人物
2011年11月にチャンネルを開設した。動画はゲーム実況、vlogなどを投稿している。2019年現在でのチャンネル登録者は世界18位である。elrubiusという名前の由来はRubénからRubioで語呂が良く、かつ以前金髪だったためそれに転じてRubiusになった。